# Campus Premium
Campus Premium is een Belgisch pilsbier.
Het bier wordt sinds 1993 gebrouwen in Brouwerij Huyghe te Melle.
Het is een blond bier van lage gisting met een alcoholpercentage van 5%. Het bier wordt oorspronkelijk gebrouwen door Brouwerij Biertoren, die in oktober 1993 wordt overgenomen door brouwerij Huyghe. 

Campus betekent in het Latijn “open veld”, waar de plaatsnaam Kampenhout is van afgeleid. Brouwerij Biertoren had er zijn vestigingen, vandaar de benaming van hun pils.